# Ellora-Höhlen
Die Ellora-Höhlen im Bundesstaat Maharastra gehören – neben denen von Ajanta – zu den meistbesuchten Sehenswürdigkeiten Indiens. Seit dem Jahr 1983 zählt der Komplex aus 34 buddhistischen, hinduistischen und jainistischen Höhlentempeln zum UNESCO-Weltkulturerbe.

## Lage
Die Ellora-Höhlen liegen ca. 30 km nordwestlich von Aurangabad und sind von dort mit Bussen oder Taxis gut zu erreichen. Anders als im Fall der abgelegenen und bereits im 7. oder 8. Jahrhundert aufgegebenen Ajanta-Höhlen kreuzten sich in Ellora zwei Handelswege – einer in nord-südlicher, der andere in ost-westlicher Richtung; der Ort war somit sowohl für Händler als auch für Pilger leicht erreichbar und bot vielfältige Ablenkungen durch spektakuläre Architektur mit reichhaltigem Skulpturenschmuck, religiöse Zeremonien und halbreligiöse Feste. In unmittelbarer Nachbarschaft siedelten sich Händler, Handwerker und Verkaufsstände aller Art an, so dass der Vorplatz der Höhlen ehemals wahrscheinlich einem Festgelände glich.

## Geschichte
Die Gesamtanlage wurde zwischen dem 5. und 11. Jahrhundert n. Chr. – also gegenüber anderen Höhlenklöstern vergleichsweise spät – als Teil der Dekkan-Architektur aus einer über 2 km langen von Südost nach Nordwest verlaufenden basaltischen Felswand herausgeschlagen. Diese Felswand mit ihren Überhängen und kleinen natürlichen Höhlen bot frühen Einsiedlern oder kleinen Gruppen von Mönchen Schutz und Unterschlupf in Zeiten heftiger Monsunregenfälle; außerdem hielt sie bei Angriffen wilder Tiere (Tiger) oder räuberischer Banditen den Rücken frei. In natürlichen Felsbecken, später auch in künstlich geschaffenen Zisternen fing sich das lebensnotwendige Wasser.
Mit zunehmender Anzahl der Mönche nahmen auch die Schenkungen, Stiftungen und Pilgergaben mehr und mehr zu. Immer neue Bauten wurden zunächst von wandernden, später jedoch von ortsansässigen Steinmetzen errichtet und immer reicher mit Skulpturen und Malereien ausgestattet. Mit dem Vordringen des Islam und der damit verbundenen Blockade oder Verlagerung der Handelswege endete die Blütezeit von Ellora.

## Höhlentempel
Alle Bauten wurden in mühevoller Arbeit bei schrägem Vortrieb von oben nach unten aus dem überaus harten Felsgestein herausgehauen. Die Arbeit der Bildhauer begann wahrscheinlich erst nachdem die architektonischen Arbeiten größtenteils abgeschlossen waren. Die Bauwerke sind von Südost nach Nordwest nummeriert und werden in eine buddhistische (Nr. 1–12, ca. 400–800 n. Chr.), eine hinduistische (Nr. 13–29, ca. 600–900 n. Chr.) und eine jainistische Gruppe (Nr. 30–34, ca. 800–1100 n. Chr.) eingeteilt. Im Folgenden werden nur die wichtigsten Höhlen beschrieben:

### Buddhistische Höhlen

#### Vihara-Höhle (1)

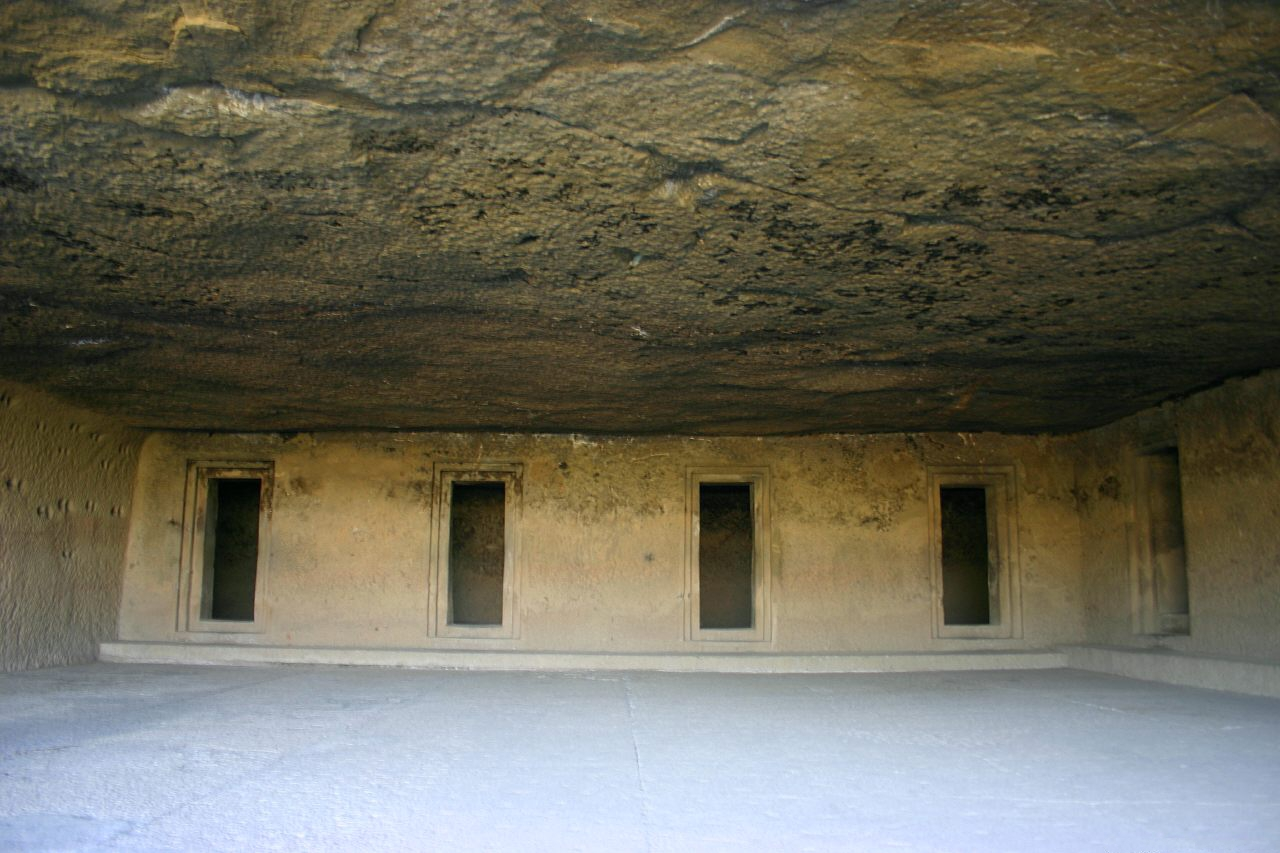
Ellora – Vihara 1. Der Raum ist nicht durch Stützen unterteilt und vollkommen dekorlos gestaltet.

Die völlig schmuck- und stützenlose Wohnhöhle (Vihara) mit ihrem großen, annähernd quadratischen Gemeinschaftsraum sowie acht kleinen angrenzenden Zellen stammt vielleicht noch aus dem 4. Jahrhundert und diente der frühen Mönchsgemeinschaft als Unterkunft und Meditationsraum. Wände und Decke sind nur grob behauen – Spuren von Putz und Farbe sind nicht erkennbar. Kein Ornament und keine figürliche Darstellung lenkte von der Meditation ab; die Stille und die Ausstrahlung des Raums beeindrucken noch heute. Bei abnehmender Anzahl der Mönche in späterer Zeit könnte sie auch als Lagerraum und/oder Herberge für wohlhabende Händler oder Pilger genutzt worden sein. Die linke Wand hat keine Zellen, sondern eine kleine doppelbogige Nische, die vielleicht zur Aufnahme einer Öllampe diente; weitere Löcher mit steinernen Stegen dienten wahrscheinlich zum Anbinden von Vorhängen, Hängelampen oder sonstigen Gegenständen. Nische und Steglöcher entstammen sicherlich einer späteren Zeit, als die Höhle als Pilgerherberge genutzt wurde.

#### Vihara-Höhle (5)

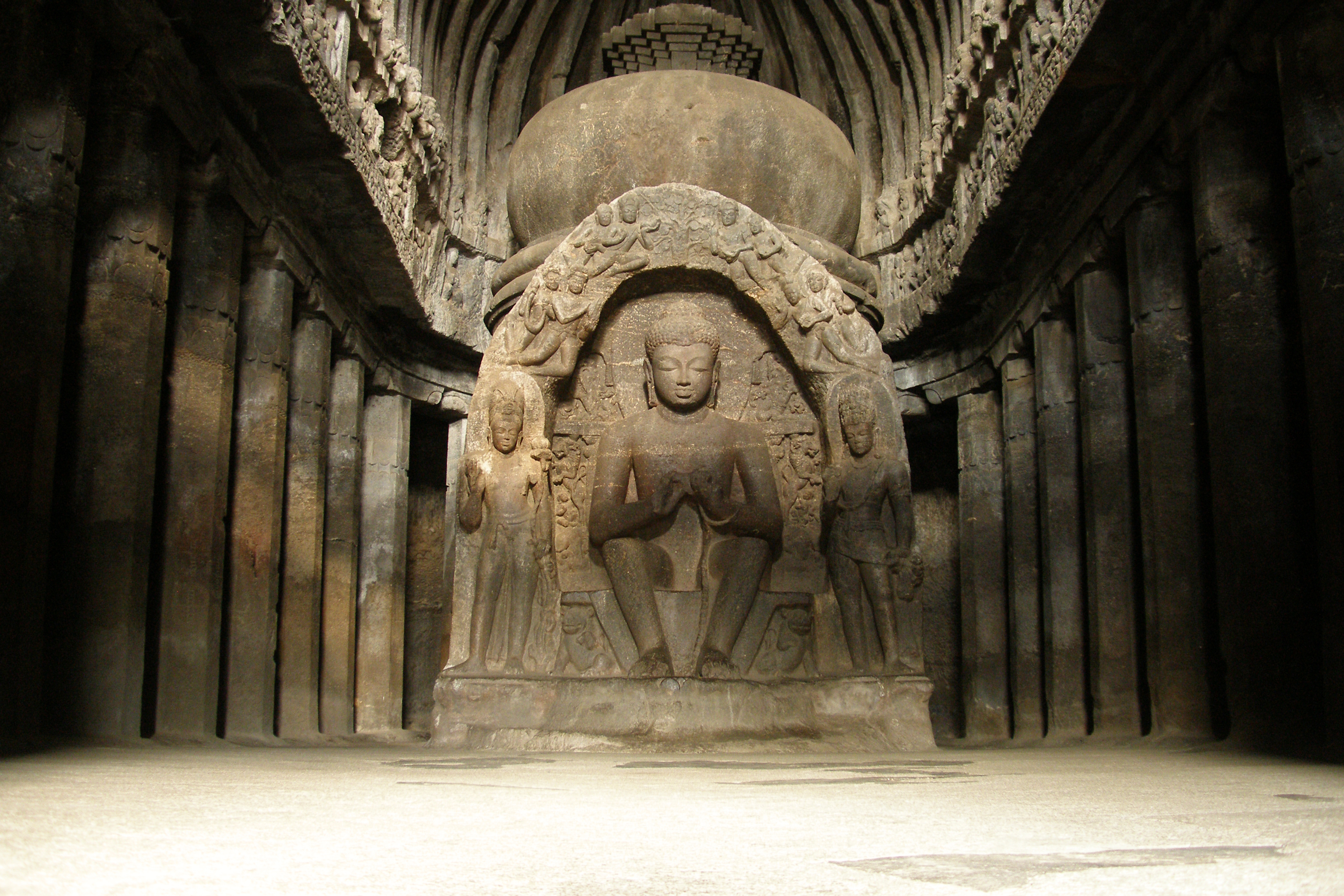
Ellora – Chaitya 10. Die Hände der großen – in europäischer Sitzhaltung gezeigten – Buddhafigur zeigen den Lehrgestus (dharmachakramudra).

Die – im Hinblick auf ihre Grundfläche – größte Vihara der buddhistischen Gruppe mit insgesamt 20 Zellen stammt wohl aus dem 5. oder 6. Jahrhundert und wird durch eine Vielzahl seitlicher Stützen dreigeteilt. Die Stützen sind ein Mittelding zwischen quadratischen Pfeilern (Sockelzone) und runden Säulen mit kürbis- oder kissenförmigen Kapitellen (amalakas). Parallel zu den Säulenreihen verlaufen im großen Hauptraum zwei niedrige Podestreihen in Richtung der großen Nische in der Rückwand; die Podeste dienten bei den morgendlichen Mahlzeiten (den einzigen während des Tages) als Tische für die Essschalen oder bei den religiösen Unterweisungen am Nachmittag als Ablage für die Schriften der auf dem Erdboden sitzenden Mönche. Der ehemals durch zwei hölzerne Türflügel verschließbare Schrein mit einem – in europäischer Haltung (bhadrasana) – sitzenden Buddhabildnis wird von zwei Wächterfiguren gerahmt, die die Bodhisattvas Padmapani (links) und Vajrapani (rechts) darstellen. Zu beiden Seiten des lehrenden Buddha stehen Diener mit Fliegenwedeln (chamaras) in den Händen, die als Hoheitszeichen auf die fürstliche Herkunft Siddharta Gautamas bzw. auf seine herausragende religiöse Stellung als Erleuchteter verweisen. Der Oberkörper Buddhas – mit Ausnahme der rechten Schulter – wird von einem hauchdünnen steinernen Gewand (sanghati) bedeckt.

#### Chaitya-Höhle (10)
Die einzige zu Kultzwecken dienende Chaitya-Halle in Ellora aus dem 5. oder 6. Jahrhundert hat einen offenen Hofbereich und drei Eingänge. Die vollständig aus dem Fels gehauene Fassade ist zweistöckig; ein dem oberen Teil vorgelagerter Balkon wird von Säulen im Erdgeschoss getragen. Auf beiden Ebenen finden sich – untypischerweise – auch kleine Zellen, über deren tatsächliche Funktion (Abts-, Wächter- oder Lagerräume) keine Klarheit besteht. Von einer Tür des Balkons bietet sich ein schöner Blick ins Innere des durch oktogonale Pfeiler (ohne Basis und Kapitell) in drei Schiffe geteilten Raumes mit seinem Tonnengewölbe, das scheinbar von Sparren und einer durchlaufenden Firstpfette getragen wird. Oberhalb der Pfeilerreihe verläuft ein reichdekorierter Architrav mit einer Vielzahl von sitzenden und von Dienern begleiteten Buddhas; darunter befindet sich ein umlaufender Fries mit musizierenden und tanzenden Ganas – ein aus dem Hinduismus übernommenes Element.
Pilger konnten in den Seitenschiffen die religiöse Umschreitung (pradakshina) des in der Apsis befindlichen Stupas mit einem vorgeblendeten Buddhabildnis vollziehen. Die innere Umschreitung – verbunden mit einer Berührung des Stupas – blieb wahrscheinlich nur den Mönchen und anderen hochgestellten Personen vorbehalten. Der in europäischer Sitzhaltung und im Lehrgestus (dharmachakramudra) dargestellte Buddha wird von zwei Wächter-Bodhisattvas begleitet und von einem Bogen mit girlandentragenden himmlischen Wesen (apsaras) überspannt. Von dem von Löwen, einem uralten hoheitlichen und gleichzeitig apotropäischen (Unheil abwehrenden) Symbol, getragene Thronsitz hängt eine reich bestickte steinerne Decke herab. Der Stupa selbst ist mehrfach gegliedert und wird von einem steinernen Zaun (harmika), der einst einen – inzwischen verlorengegangenen – hölzernen Ehrenschirm (chhatra) umgab oder trug, bekrönt.

#### Vihara-Höhle (12)

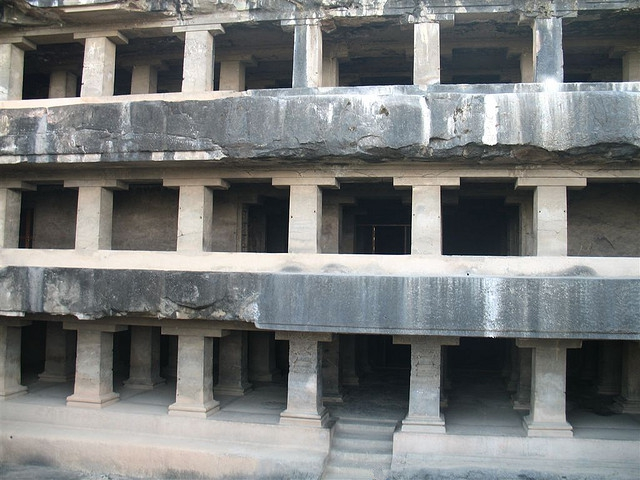
Ellora – Vihara 12 mit schmuckloser, aber dreigeschossiger Fassade

Höhle 12 ist eine dreistöckige Wohnhöhle (vihara) mit einer dekorlosen aber allein durch ihre Architektur dennoch beeindruckenden Fassade. Anders als in den Chaitya-Hallen mit ihren Säulen werden die Ebenen von mächtigen Pfeilern mit quadratischem Querschnitt getragen. In den Seitenwänden der beiden unteren, im Innern weitgehend dekorlosen Geschosse befinden sich einfache Mönchszellen. Das Obergeschoss hat keine Zellen, dafür aber ein reichhaltigeres Figurenprogramm; wahrscheinlich waren die Räume ursprünglich sogar verputzt und bemalt, denn im Boden befinden sich mehrere kleine Mulden, die möglicherweise als Mörser zum Anmischen der Farben benutzt wurden. Die Buddhafigur im Schrein in der Rückwand wird flankiert von mehreren kleineren Buddhafiguren mit passivem Meditations- (dhyanamudra) oder aktivem Lehrgestus (dharmachakramudra) – hinter den meditierenden Buddhas finden sich Bäume als Hinweis auf die Waldeinsamkeit, hinter den lehrenden Buddhas stehen dagegen Schirme.

### Hinduistische Höhlen

#### Hindu-Tempel (14)
Die unvollendet gebliebene und Shiva geweihte sogenannte Ravana-Höhle ist reich mit Wandreliefs geschmückt. Eines zeigt den Dämon Ravana, der von unten den heiligen Berg Kailash, den Wohnsitz Shivas und Parvatis im Himalaya, erschüttert. Weitere Wandreliefs zeigen Shiva – begleitet von Musikanten und himmlischen Wesen – als Gott des Tanzes (nataraja) sowie die tief im Volksglauben verankerten und somit in weiten Teilen Indiens sehr populären ‚Sieben Mütter‘ (saptamatrikas). Auf einem anderen Relief ist der Gott Vishnu in seiner Eberinkarnation (varaha) zu sehen wie er auf einem seiner Arme die Erde in Gestalt der Göttin Bhudevi aus den Tiefen des Urozeans emporhebt. Auch Durga ist – wie üblich – als Töterin des Büffeldämons dargestellt. Der noch nicht geglättete Boden des Hauptraums ist übersät mit Mulden zum Anmischen von Stuck und Farben.

#### Doppeltempel (15)
Erhöht liegend und nur über eine etwa 80-stufige Treppe erreichbar liegen zwei dem Gott Shiva geweihte Tempel. Der ältere – in der Art einer vihara gestaltete und nur wenig dekorierte – ist in die rückwärtige Felswand hineingetrieben, der andere steht frei davor, wurde komplett aus dem Fels herausgehauen und ist außen wie innen deutlich aufwendiger gestaltet. Im Sanktum (garbhagriha) beider Tempel steht ein Lingam, im Eingangsbereich des älteren Tempels liegt ein steinerner Nandi-Bulle. Wandreliefs zeigen Shiva in der Feuersäule, als Vernichter des Dämons Andhaka, als Nataraja sowie als Bräutigam von Parvati. Aber auch Vishnu ist zu sehen – als Varaha sowie auf dem Sonnenadler Garuda sitzend als Retter eines von Dämonen bedrohten Elefanten (gajendramoksha).

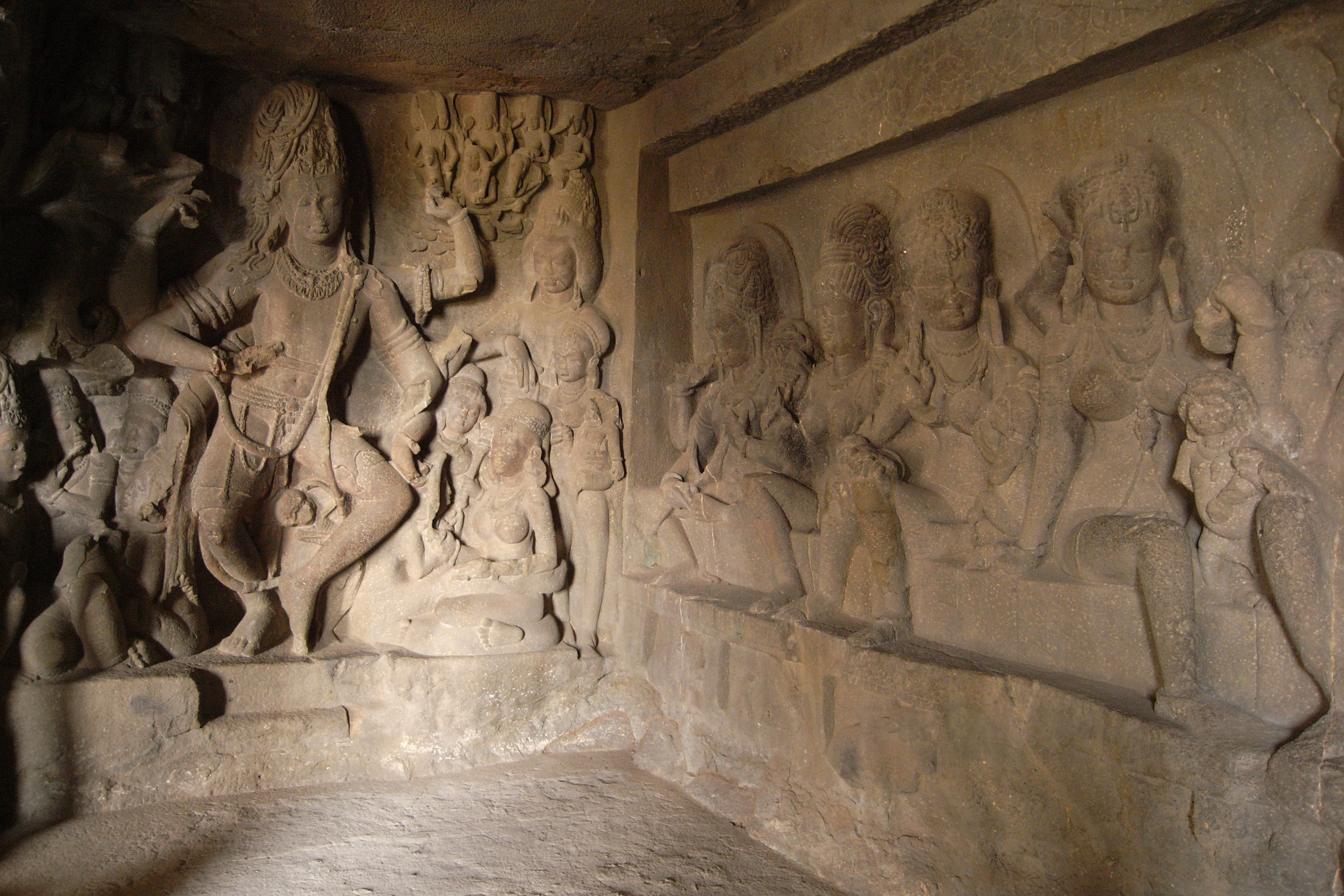
Ellora – Höhlen-Tempel (21); Shiva als Nataraja und ‚Sieben Mütter‘ (matrikas)

##### Kailasa-Tempel (16)
Der Shiva geweihte Kailasa-Tempel (oder auch Kailasanatha-Tempel) von Ellora ist der eindrucksvollste Tempel in Ellora. Gleichzeitig gilt er als der größte Felsentempel Indiens. 

##### Höhlentempel (21)
Zu den eindrucksvollsten hinduistischen Bauten von Ellora gehört der ebenfalls Shiva geweihte und reich mit Reliefs geschmückte Höhlentempel Nr. 21. Auf einem Podest vor dem Tempel ruht Shivas Reittier (vahana), der Nandi-Stier. Im Innern des Tempels finden sich mehrere großformatige Figurenreliefs, darunter Shiva als Nataraja, Shiva und Parvati, die 'Sieben Mütter' (saptamatrikas), Durga als Töterin des Büffeldämons (mahisasurmardini) u. a. Ein – vergleichsweise kleiner – Shiva-Lingam steht im Zentrum einer mehrfach gegliederten, etwa 1 m hohen und ausnahmsweise runden Yoni.

### Jainistische Höhlen

#### Tempelhöhle (32)

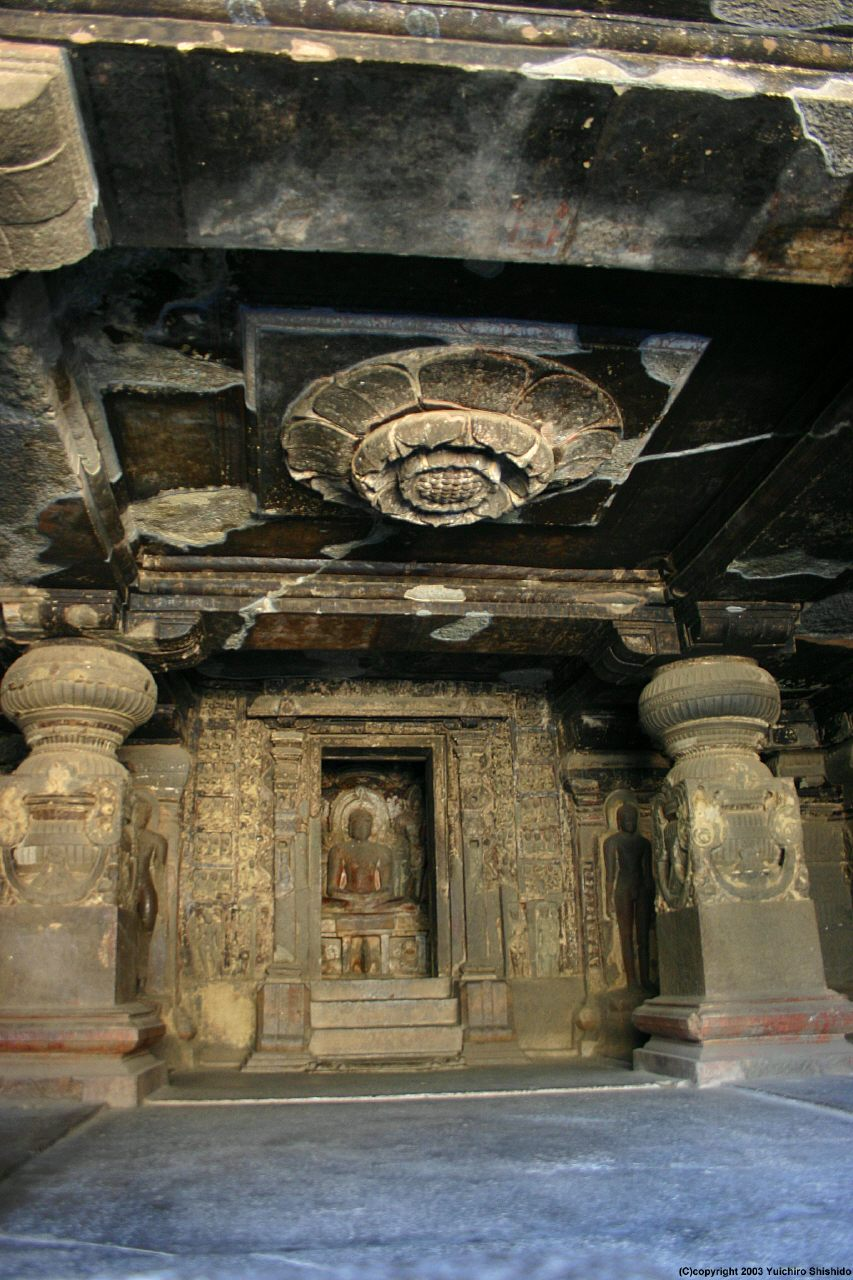
Ellora – Tempelhöhle 32

Die Jaina-Höhlen liegen etwa 500 m von den anderen Höhlen entfernt. Die zweigeschossige Höhle Nr. 32 mit ihrem Vorhof, in welchem – zu beiden Seiten eines Kleintempels – ein Elefant und ein aus dem Fels herausgehauener Ehrenpfeiler (stambha) stehen, ist in ihrer Gesamtheit als verkleinerte Nachbildung des Kailasa-Tempels zu werten. Mit ihrem überreichen, fast barock anmutenden, Figuren- und Freskenschmuck gilt sie als einer der Höhepunkte von Ellora und wird ins 9. Jahrhundert datiert.
An den Seitenwänden im Erdgeschoss stehen zwei große Tirthankara-Bildnisse: Links Parshvanata von Schlangen (nagas) beschützt und von furchterregenden Dämonen (asuras) angegriffen; rechts Bahubali/Gomateshvara in bewegungsloser Meditation, so dass Pflanzen sich an seinen Beinen emporranken (vgl. auch Shravanabelgola). Die Decke des Obergeschosses zeigt eine außergewöhnlich plastisch gearbeitete Lotosblüte, die in allen indischen Religionen als Symbol der Reinheit, der Vollkommenheit und der Weisheit gilt. In der Hauptnische der Rückwand sitzt Mahavira auf einem Löwenthron; er ist der 24. und letzte Tirthankara und gilt – als eine möglicherweise historische Person – als Zeitgenosse Buddhas und als eigentlicher Begründer des Jainismus. An den Wänden, Säulen und einigen Figuren sind noch Farbspuren erkennbar, was auf eine ehemals reiche Bemalung des gesamten Tempels hindeutet.

## Bedeutung
Der Tempelhöhlenkomplex von Ellora mit seinem Nebeneinander von buddhistischen, hinduistischen und jainistischen Felsentempeln und Wohnhöhlen gehört zweifellos zu den eindrucksvollsten Monumenten indischer Kunst und Architektur.